# Breda Mod. 42
A Breda Mod. 42 foi uma granada de mão antitanque, desenvolvida pela Breda, fornecida ao Exército Real Italiano durante a Segunda Guerra Mundial.

## História
O Exército Real Italiano entrou na Segunda Guerra Mundial sem uma granada antitanque de produção nacional. Somente em 1942 foram produzidos dois modelos: a OTO Mod. 42 e a Breda Mod. 42. Isto foi conseguido através da modificação da Breda Mod. 40. Em junho de 1942, a Breda Brescia produziu 10.000 exemplares para serem submetidas ao alto escalão militar, mas o artefato explosivo, devido a inúmeras ativações perdidas, não passou no teste realizado em abril de 1943.
Com a criação de unidades específicas de "caçadores de tanques", ocorrida justamente em 1942, foram adotados dois tipos de granadas antitanque, uma explosiva e outra incendiária. A primeira, a Breda Mod. 42, empregou peças mecânicas da Breda Mod. 35 normal. A segunda, a OTO Mod. 42, era uma versão melhorada da garrafa incendiária com 600 gramas de líquido lança-chamas, era acionada por uma granada de mão normal OTO Mod. 35 com pequenas modificações. Os sistemas de segurança das duas bombas não diferiam daqueles usados nas bombas normais e antipessoal da Breda OTO.

## Descrição
A bomba adotou a bobina e o cabo da Breda Mod. 40. A isto foi adicionada uma bomba esférica contendo 574 gramas de TNT. Segundo o fabricante, a carga de TNT era capaz de perfurar blindagens de 20 mm e lascar internamente placas de 30 mm. Tinha que ser lançada a não menos que 14–15 metros para permitir o deslizamento da segurança da trajetória que ocorria após 10–12 metros. O modelo final adotou um balde em chapa em vez da retração da tampa, reduzindo assim o tempo de deslizamento da segurança automática.

## Uso operacional
O lançamento era realizado da seguinte forma: a segurança comum era retirada da bobina e, em seguida, o balde da segurança automática era destacado da bomba, por gravidade ou sob a ação de uma mola; a barra transversal, arrastada pelo peso da tampa, era então retirada de seu alojamento. Isso foi verdade entre os primeiros 3–5 m. da trajetória, após o que a espoleta, como cápsula e percussor mantidos espaçados apenas pela mola, era percorrida em condições de impacto contra qualquer objeto resistente e consequentemente de causar a deflagração de uma carga extra contida na esfera.